# Prescott Valley
Prescott Valley é uma vila localizada no estado americano do Arizona, no condado de Yavapai. Foi incorporada em 1978.

## Geografia
De acordo com o United States Census Bureau, a vila tem uma área de 100,1 km², onde todos os 100,1 km² estão cobertos por terra.

### Localidades na vizinhança
O diagrama seguinte representa as localidades num raio de 32 km ao redor de Prescott Valley.

## Demografia
Segundo o censo nacional de 2010, a sua população é de 38 822 habitantes e sua densidade populacional é de 387,8 hab/km². Possui 17 494 residências, que resulta em uma densidade de 174,8 residências/km².

## Galeria de imagens

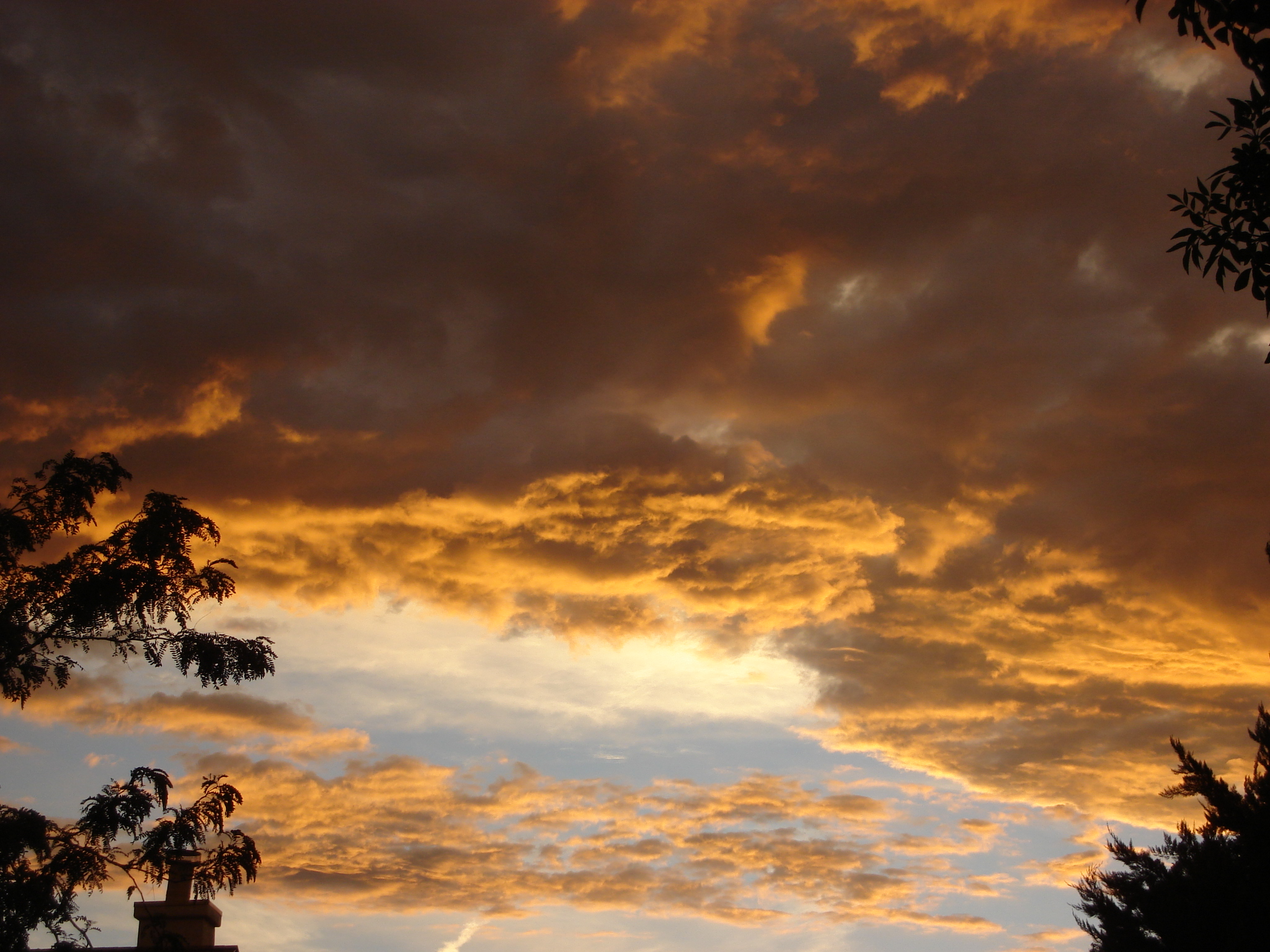
Pôr-do-Sol em Prescott Valley